# Metachroma orientale
Metachroma orientale es una especie de escarabajo de la hoja perteneciente al género Metachroma, categorizada en la tribu Typophorini, de la subfamilia Eumolpinae. Fue descrita por Doris Holmes Blake en 1970.

## Descripción
Mide 3,5-4,7 mm de longitud.

## Distribución
Se distribuye por América del Norte: en los Estados Unidos (en los estados de Massachusetts, Texas y Florida) y México.